# Chlorochroa juniperina
Chlorochroa juniperina (Linnaeus 1758) је врста стенице која припада фамилији Pentatomidae.

## Распрострањење
C. juniperina  је распрострањена широм континенталне Европе, од Француске до Скандинавије, а у Енглеској се сматра ишчезлом врстом. Генерално насељава Палеарктички регион, а у Србији је веома ретко бележена врста, познато је свега неколицина локалитета на висинама преко 1000 м надморске висине.

## Опис
Врста је веома препознатљива, тело је јарке зелене боје а врх штитића светле, жуте боје као и ивице тела што јасно издваја ову врсту од других сличних. Први и други антенални сегмент су зелене боје а остали црне. Рилица се пружа до средине другог абдоминалног сегмента. Храни се на четинарима и то готово увек на клеки (Juniperus spp) и бору (Pinus spp).

## Биологија
Одрасле јединке се најчешће срећу током пролећа, већина налаза из Србије је из маја месеца.

## Синоними
- Cimex juniperinus Linnaeus, 1758
- Rhytidolomia juniperina (Linnaeus, 1758)
- Pitedia juniperina (Linnaeus, 1758)
- Pentatoma confusa Westwood, 1837
- Cimex flavoviridis Goeze, 1778